# Bautil

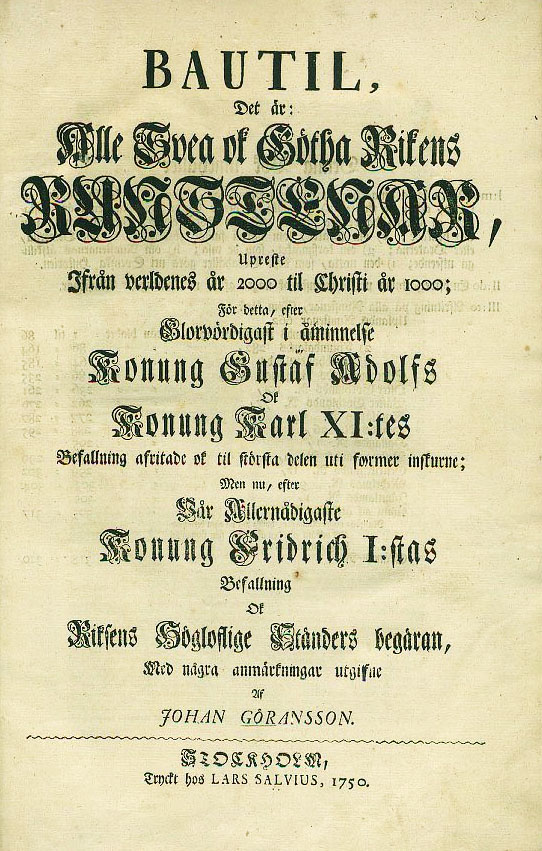
A capa de Bautil (1750).

Bautil é uma obra runológica sueca fundamental do padre, runologista e arqueólogo Johan Göransson, publicada em 1750.
O título completo da obra é: Bautil, det är: alle Svea ok Götha rikens runstenar, upreste ifrån verldenes år 2000 til Christi år 1000; för detta, efter glorvördigast i åminnelse konung Gustaf Adolfs ok konung Karl XI:tes befallning afritade ok til största delen : uti former inskurne; men nu, efter vår allernådigaste konung Fridrich I:stas befallning ok riksens högloflige ständers begäran, med några anmärkningar utgifne af Johan Göransson.

Bautil é fortemente influenciado pelas ideias de Olaus Rudbeck (também conhecido como Olof Rudbeck, o Velho). Ao fazer a compilação, Göransson utilizou desenhos e transcrições feitas por Johan Hadorph, Johan Peringskiöld, Nils Wessman, Petrus Törnevall e outros. É a primeira coleção de representações de runas suecas que se pretendia que fosse completa, e o trabalho tem sido de grande importância para o conhecimento moderno de runas e inscrições rúnicas.  O maior significado de Bautil é que muitas pedras rúnicas perdidas estão representadas ali. Contém 1.173 xilogravuras . 

## Versão digital
- Bautil digitalizado.

## Links externos
- Bautil em Libris, Biblioteca Nacional da Suécia